# Deep Dead Blue
Deep Dead Blue è un album dal vivo collaborativo di Elvis Costello e Bill Frisell, pubblicato nel 1995.

## Tracce
1. Weird Nightmare (Charles Mingus) – 3:35
2. Love Field (Elvis Costello) – 3:24
3. Shamed into Love (Rubén Blades, Costello) – 4:26
4. Gigi (Alan Jay Lerner, Frederick Loewe) – 4:16
5. Poor Napoleon (Declan MacManus) – 4:05
6. Baby Plays Around (Cait O'Riordan, MacManus) – 3:08
7. Deep Dead Blue (Costello, Bill Frisell) – 3:51